# 만문만화
만문만화(漫文漫畵)는 1930년대 신문, 잡지 등에 실린 한국 만화의 한 장르이다.

## 개요

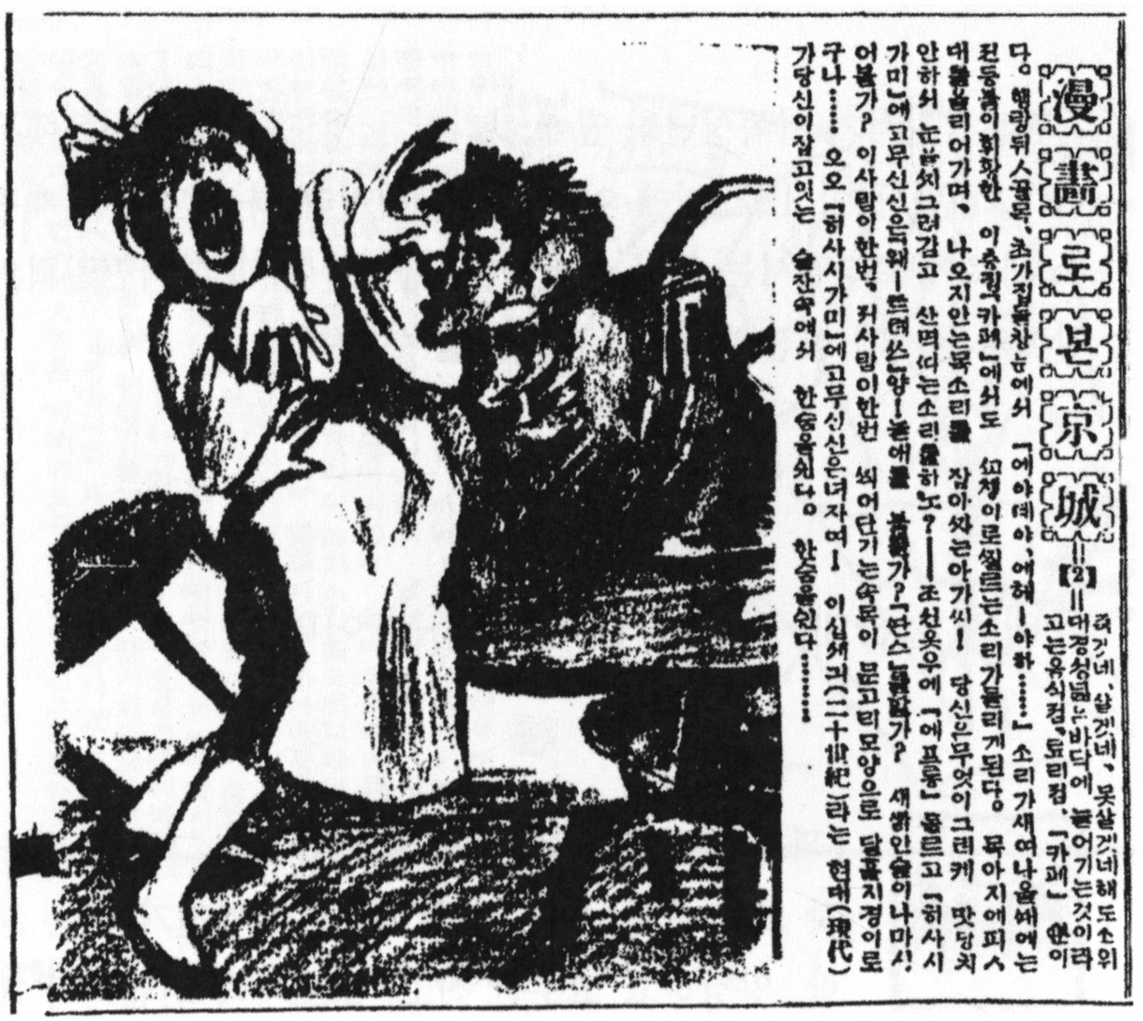
만화로 본 경성(2)(안석영作, 《조선일보》, 1925.11.05)

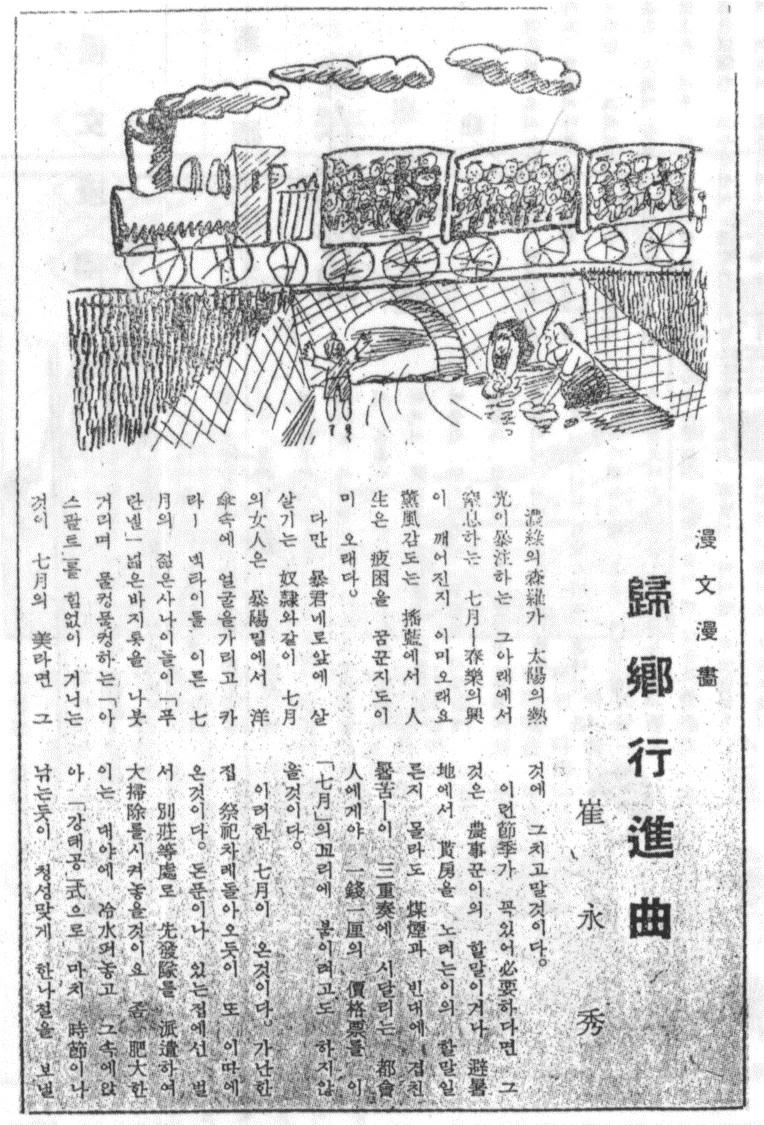
귀향행진곡(최영수作, 《중앙》, 1936.07)

만문만화는 1930년대 《동아일보》, 《조선일보》, 《조선중앙일보》 등 신문과 《신동아》, 《조광》 등 잡지에 연재되었던 만화이다. 일제 치하 당시의 이슈들을 풍자적으로 그려내는 것이 주내용이었다. 당시의 심한 검열 탓에 수위가 높지 않았고, 그 내용은 신랄한 정치적 비판보다는 사회의 모습 그 자체를 담아내며 은연중에 풍자하는 것에 초점이 맞춰져 있었다. 대표적인 작가로는 안석영, 최영수, 김규택, 이주홍 등이 있다.  최초의 만문만화는 안석영이 1925년 11월 3일부터 동월 6일까지 《시대일보》에 연재한 〈만화로 본 경성〉이라고 할 수 있다. 한편 손상익은 1928년 1월 25일 《조선일보》에 안석영이 게재한 만화만문 〈삥바사-대화 소련〉을 최초의 만문만화로 파악하고 있다. 〈만화로 본 경성〉은 만문만화라고 직접 명시된 건 아니지만 형식적으로 그 조건을 갖추고 있기에 이를 최초의 만문만화라고 볼 수 있을 것 같다.

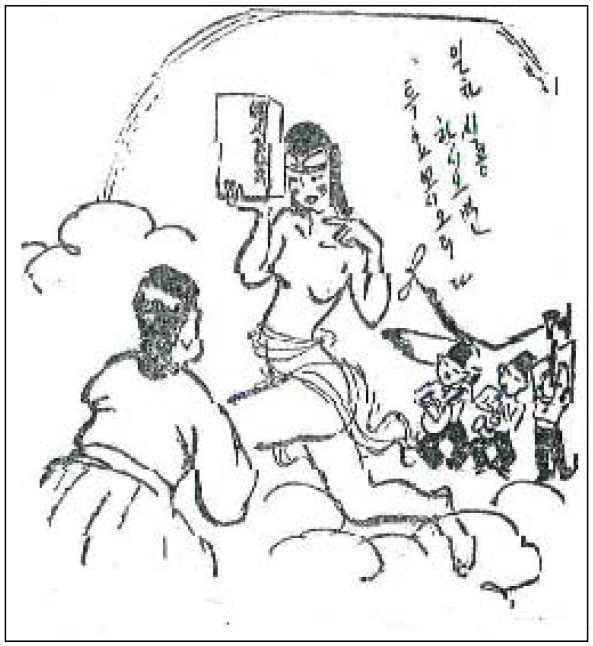
모뎐춘향전(김규택作, 《조광》, 1935~1936)

만문만화는 직역하면 흐트러진 글과 흐트러진 그림이라는 뜻으로, 그 형식은 그림과 글로 이루어져 있다. 일반적인 만화와 같이 말풍선을 이용해 등장인물이 직접적으로 말을 하게끔 하는 것이 아니라, 제3의 서술자가 그림 내의 상황을 바라보며 설명하거나 풍자하는 방식을 취한다. 《조선일보》는 신춘문예작품 모집 공고를 내면서 만문만화의 형식을 "1930년을 회고하거나 1931년의 전망이거나 시사, 시대, 풍조를 소재로 하되, 글은 1행 14자 50행 이내"라고 구체적으로 명시한 바 있다. 글은 그림 내에 위치하기도 하나 대부분 글 바깥의 따로 마련된 공간에 쓰였다.

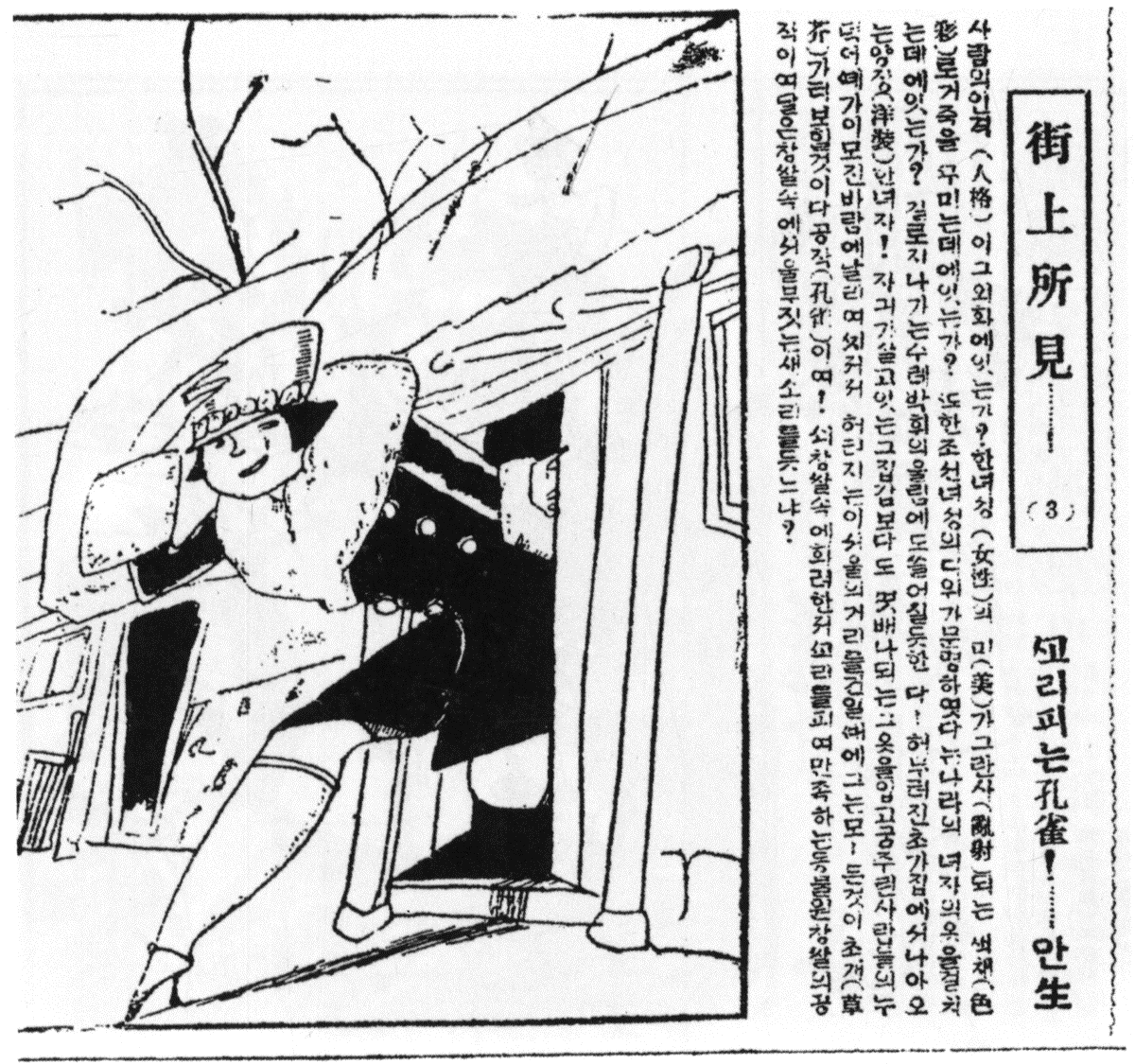
꼬리 피는 공작(안석영作, 《조선일보》, 1928.02.09)

만문만화의 내용은 그 주제가 다양하지만 대체로 일제 치하 당시 경성의 사회적인 모습을 담아내고 있다. 풍자와 해학, 대중성이라는 요소는 유지하고 있으나 일제를 타겟으로 한 직접적인 정치적 비판은 거의 없다. 이주홍은 1935년 11월, 1936년 2월호 《신동아》에 〈시사만화〉를 게재하여 당시 한반도의 피폐했던 사정을 날카로운 비판정신과 함께 그려내기도 했지만 그와 같은 작품이 많지는 않다. 대체로는 신문물의 도입으로 화려해진 도시 경성의 이면에서 소비 주체가 되지 못하고 각박한 삶을 살아가는 사람들의 애환을 그려내거나, 혹은 신문물의 유혹에 빠져 허영을 일삼는 모던걸, 모던보이들을 비판하는 등 당시의 경성 사람들을 소재로 삼았다. 각박한 삶에서 잠시나마 시선을 돌리고 여유를 찾게끔 독려하는 만화를 그리기도 하였고, 고전을 각색하여 재미 위주의 대중성을 이끌어내면서 당대 사회의 면면을 작품 속에 녹여내기도 하였다.
만문만화는 1930년대 대중의 호응을 얻으며 활발히 연재되었지만, 태평양 전쟁 이후에는 일제의 군국주의로의 체제 전환과 함께 그 자취를 감췄다.

## 용어의 유래

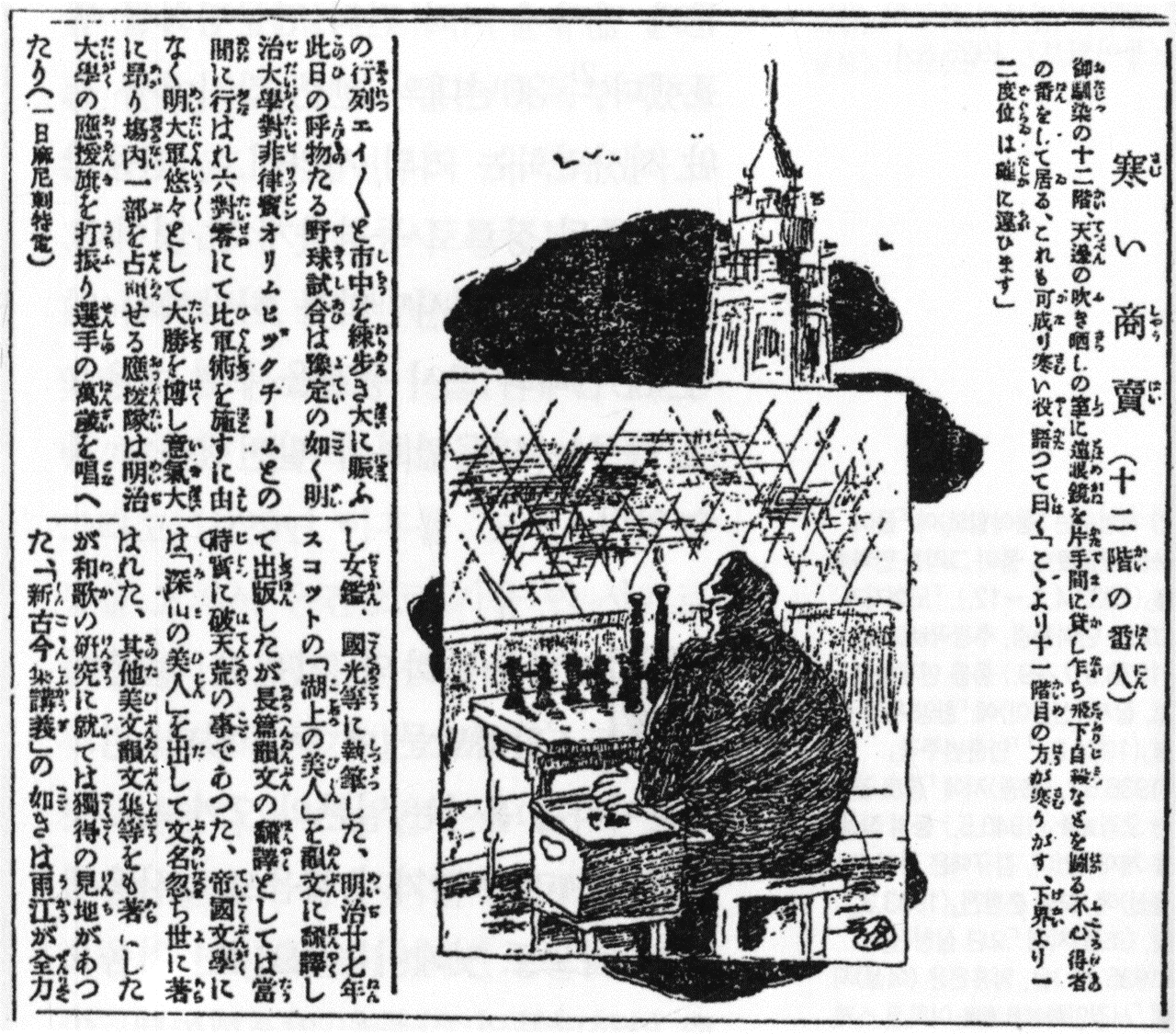
썰렁한 노점-십이층의 파수꾼(오카모토 잇페이作, 《朝一新聞》, 1913.02.02)

만문만화는 일본의 만화가 오카모토 잇페이가 1913년 《아사히 신문(朝一新聞)》에 연재한 만화만문 〈썰렁한 노점-십이층의 파수꾼〉에서 그 유래를 찾을 수 있다. 그림 위에 글이 따로 쓰였다는 형식적인 면에서, 또 "예리하고 풍자적이지만 심하게 불쾌하지 않고, 잔혹하지 않다"는 평을 받았듯 내용적인 면에서 만문만화의 원형을 볼 수 있다. 국내에서는 안석영이 1927년 6월 《신문춘추》 창간호에 〈만문만화〉 연작을 발표한 것이 그 용어 사용의 시초이다. 다만 '만문만화'와 '만화만문'의 용어는 공식적으로 뚜렷하게 구분되는 바 없이 혼용된 것으로 보인다. 1930년 《조선일보》에서 신춘문예작품 모집 공고를 낼 당시에는 '만화만문'이라고 하였고, 최영수는 글(만문)이 주가 되면 '만문만화', 그림(만화)가 주가 되면 '만화만문'이라고 하는 등 다분히 자의적으로 용어들을 사용하였다. 오늘날에는 신명직 등 현 연구자들에 의해 글과 그림이 함께 구성된 이러한 형식을 띤 국내의 만화 장르는 '만문만화'로 표현되는 것이 굳어져가고 있는 것으로 판단된다.

## 발전

### 탄생
1907년 신문지법의 발효 이후 일제강점기 내내 언론 탄압이 있었다. 당시의 세태를 신랄하게 비판하던 시사만화는 1920년대 중반 거의 자취를 감추었고, 이와 함께 허용된 범위 내에서 사회를 풍자할 만한 방법이 모색되었다. 그 일환으로 아동만화 등 대중과 밀접하게 장르가 분화되면서 만문만화가 한 장르로 자리잡았다고 보기도 한다. 보다 적극적으로 해석하여, 만문만화가 말풍선과 함께 등장인물의 직접적인 발화를 생략하였고, 작가는 간접적인 서술문 뒤에 숨어 극심한 검열을 피해갔다는, 만문만화가 일종의 타협의 산물이라고 보기도 한다.

### 발전
만문만화는 그 시작은 안석영의 1925년作 〈만화로 본 경성〉이며, 1930년대 신문, 잡지 등에 활발히 연재되었다. 신문의 경우, 《조선일보》에서는 안석영이 주로 활약하였고, 《동아일보》에는 최영수가 많은 작품을 남겼다. 《중앙일보》는 다른 두 신문에 비해 시작은 늦었지만 1932년 〈주간 만문만화〉 등이 연재되었다. 잡지의 경우, 영화 등 다른 문화산업에 힘을 쏟으며 잡지에는 만문만화를 거의 연재하지 않은 안석영과 달리 최영수는 《신동아》, 《조광》 등에 많은 작품을 연재하였다. 김규택은 《제일선》에 〈모뎐 심청전〉을,  《조광》에 〈모뎐 춘향전〉을 연재하였다. 이주홍은 《신동아》를 주무대로 활동하며 많은 작품을 남겼다.
초기에는 《조선일보》, 《동아일보》, 《중앙일보》 등 신문 3사에서 활발히 연재되었으나, 만화에 할당될 수 있는 신문의 지면이 제한적이라는 근본적인 한계가 있었고, 추후에는 상대적으로 지면이 여유로운 잡지로 많이 옮겨갔다.

### 쇠퇴
1941년 발발한 태평양 전쟁 이후로는 일제의 군국주의로의 체제 전환과 함께 언론 탄압이 극심해졌고, 친일의 색채를 띤 만화들만이 살아남았다. 한편 최영수는 절필, 윤석영은 친일로 돌아서는 등 작가들 사이에서도 변화가 일어 만문만화는 그 맥이 끊겼다.

## 참고 자료
1. 서유경 (2015). 〈만문만화 모던 심청전 연구〉, 《문학교육학》, Vol.46, 한국문학교육학회
2. 손상익 (1996). 《한국만화통사上》, 프레스빌
3. 신명직 (2001). 〈안석영 만문만화 연구〉, 《현대문학의 연구》, Vol.17, 한국문학연구학회
4. 신명직 (2003). 《모던뽀이, 경성을 거닐다 -만문만화로 보는 근대의 얼굴》, 현실문화연구